# زكريا العشيري
زكريا راشد حسن العشيري (1971 في الدير، مملكة البحرين - 9 أبريل 2011 في الدير، مملكة البحرين)، مدون وصحفي بحريني عملت محررا وكاتبا لموقع الأخبار المحلية في قرية الدير بمملكة البحرين. قتل في 9 أبريل 2011 أثناء احتجازه من قبل الحكومة البحرينية. العشيري أول صحفي في البحرين يقتل لعلاقة المباشرة بعمله حسب سجلات لجنة حماية الصحفيين وأول من يقتل في احتجاجات عام 2011.
العشيري أيضا ثاني مدون صحفي في جميع أنحاء العالم لقوا مصرعهم بسبب كتابة المدونات. العشيري قتل بعد عامين من مقتل الإيراني أوميد رضا مير سيافي الذي كان أول مدون معروف يقتل. بعد شهرين من مقتل العشيري قتل المدون البرازيلي إيدينالدو فيلغوييرا في يونيو 2011.

## النشأة
ولد زكريا راشد حسن العشيري في قرية الدير في عام 1971 حسبما ذكر في موقعه على شبكة الإنترنت.

## المسيرة
عمل زكريا محررا ومدونا لموقع الأخبار المحلية والذي يدعى باسم قريته. حرر بانتظام أخبار في مجال حقوق الإنسان والأعمال التجارية والثقافة والسياسة. كان اسمه في الموقع الدير على اسم قريته.

## الخلفية
عقدت سلسلة من الاحتجاجات لكسب مزيد من الحرية السياسية بداية من 14 فبراير 2011. أقام المحتجون في دوار اللؤلؤة في العاصمة المنامة واستمر حتى 16 مارس. بعد شهر أرسلت الحكومة البحرينية في قوات الأمن لطرد المحتجين في حين أعلن الملك حمد الأحكام العرفية لمدة ثلاثة أشهر حسب الدستور.
استمرت الاحتجاجات لعدة أشهر. داهمت قوات الشرطة منازل الشيعة وأقامت نقاط التفتيش. نتيجة لذلك ألقي القبض على ما يقرب من 800 شخص وقتل ما لا يقل عن أربعة أثناء احتجاهم.

## الوفاة
في 2 أبريل 2011 اعتقل العشيري ووجهت إليه تهمة نشر أخبار كاذبة والتحريض على كراهية النظام والدعوة لقلب نظام الحكم. في 9 أبريل 2011 وبعد سبعة أيام فقط من اعتقاله أفيد أن العيشيري قتل أثناء احتجازه لدى الحكومة في ظروف غامضة. السلطات ادعت بأنه توفي نتيجة مضاعفات مرض فقر الدم المنجلي. ذكرت لجنة حماية الصحفيين أن هذا التشخيص نفاه أفراد الأسرة. ظهرت صور في وقت لاحق لجثة العشيري والذي تبين وجود جروح بليغة وأضاف دليلا آخر على أن العشيري تعرض للضرب حتى الموت. نتيجة لذلك دعت لجنة حماية الصحفيين السلطات البحرينية على إجراء تحقيق شامل في وفاته.
كريم فخراوي صحافي بحريني آخر توفي في 12 أبريل 2011 أيضا أثناء احتجازه وكان رد المسئولين بأنه مات نتيجة الفشل الكلوي.

## التحقيق
أجرت اللجنة البحرينية المستقلة لتقصي الحقائق تحقيقا في وفيات ومزاعم تعذيب وانتهاكات حقوق المدنية أخرى ارتكبت خلال الاحتجاجات.
أصدرت اللجنة البحرينية المستقلة لتقصي الحقائق تقريرها في 23 نوفمبر 2011 وفي التقرير كانت حالة العشيري رقم 24 وكان التحقيق تحت تصنيف الوفيات الناجمة عن التعذيب. أكدت اللجنة حقيقة أن العشيري تعرض للتعذيب عن طريق الكدمات على جسده وتوفي أثناء احتجازه في سجن الحوض الجاف. قال شاهد الذي كان رهن الاعتقال معه بأنه العشيري تعرض للضرب وسمع أحد الحراس يقول: «إنه مات».
اتهم اثنين من رجال الشرطة بتهمة الضرب الذي أفضى للموت وحكم عليهما بالسجن سبع سنوات.

## ردود الفعل
أضاف نيوزيام في العاصمة الأمريكية واشنطون اسم العشيري إلى جانب الصحفيين الآخرين الذين لقوا حتفهم في النصب التذكاري للصحفيين.
أعربت المدونة البحرينية «أميرة الحسيني» عن اعتقادها بأن الحكومة لديها جيش من الموظفين لمراقبة الإنترنت. يعتقد أيضا رئيس مركز البحرين لحقوق الإنسان أن العشيري احتجز وقتل بسبب إرسال تغريدة .